# Jan Sinke (kunstenaar)
Jan Sinke (Rotterdam, 1952) is een Nederlands beeldend kunstenaar, actief als schilder en beeldhouwer, tevens initiatiefnemer en oud-voorzitter van het Rotterdams kunstenaarscollectief Karmijn.

## Levensloop
Sinke is geboren en getogen in Rotterdam, en studeerde aan de Academie voor Beeldende Kunsten te Rotterdam van 1977 tot 1982. Hij was actief als kunstenaar gedurende de jaren 1980, en na een onderbreking weer vanaf 2008.
In 1990 hertrouwde hij met Joke Verzaal en hij heeft drie kinderen: Laura, Kelly en Tijn. 
Van 1988 tot 1998 had hij zijn eigen reclamebureau in Alphen aan de Rijn. Van 2000 tot 2015 was hij redacteur van vaktijdschrift Speelgoed en Hobby van de Stichting Ontwikkeling en Voorlichting Detailhandel (SOVD), en met enige regelmaat spreekbuis van de branche. In die tijd was hij zeker vijf jaar voorzitter van de 'International Toy Magazines Association' (ITMA), een vereniging van twaalf speelgoedvakbladen van over de hele wereld.
In 2016 was Sinke initiatiefnemer en met drie andere Rotterdamse kunstenaars oprichter van het kunstenaarscollectief Karmijn, een nieuwe vereniging van beeldend kunstenaars in Rotterdam. Tot 2020 was hij voorzitter van deze vereniging. Eind 2017 had de vereniging al een overzichtsexpositie op de Coolsingel met veertig Rotterdamse kunstenaars. Daarna was er jaarlijks een grote tentoonstelling.
Sinds 2008 maakt Jan Sinke sculpturen in messing en hout en sinds 2020 ook sculpturen met polystyreen als basis. In 2019 is hij tevens weer begonnen met schilderen, wat heeft geleid tot een reeks landschappen die hij maakt als collages met stukjes textiel. 

## Exposities, een selectie
- 1981, Gom- en oliedrukken van Jan Sinke, grafiek en tekeningen van Rien Olyslagers. Galerie Melissa in de Catacomben, Heinenoord.[3]
- 1982, Ziekenhuis Dijkzigt, Rotterdam
- 1984, Bloemenveiling, Naaldwijk
- 1987, Galerie Het Zwarte Schaap, Goudswaard
- 1987, Galerie De Sluis, Leidschendam
- 1987, Schilderijen, zeefdrukken, objecten en abstracten van Koert Dekker, Jan Sinke en Rien Olyslagers, Antonius Binnenweg, Rotterdam.[4]
- 1988, Sociaal-Economische Raad (SER), Den Haag
- 2008, Milan Valenta, Jiri Valek, Koert Dekker en Jan Sinke. Galerie Serruys, Rotterdam.[11]
- 2016, Galerie De Aventurijn, Epe
- 2017, Galerie Arneri, Harderwijk
- 2017, Kunstschouw, Scharendijke
- 2019, Kunstgalerie Bleiswijk, Bleiswijk
- 2019, De Fenixloods, Rotterdam